# Бармалей (фонтан)
Фонтанът „Бармалей“ („Детски хоровод“, „Крокодил“, „Деца“, „Децата и крокодилът“, „Танцуващи деца“) е фонтан, който се намира в град Сталинград и е инсталиран пред Музея на отбраната на Царицин, на гаровия площад. Този фонтан е един от най-известните обекти във Волгоград, оцелял през Великата отечествена война, но в следвоенните години е бил демонтиран.
През 2013 г. в града са инсталирани две копия на фонтана в негова памет: едното – до мелницата на Герхард, имитиращо разрушения фонтан, заснет на известната снимка, другото – на самия Гаров площад, подобно, но малко по-различно от историческият фонтан в Сталинград.

## История
Паметникът на Олга Кудрявцева представлява кръг от шест деца, танцуващи в кръг около крокодил. За първи път такъв фонтан е монтиран пред Двореца на пионерите в Харков, след това в Днепропетровск. По-късно копия са направени и инсталирани в Артьомовск, Горловка, Сталинград, Воронеж, Макеевка. Фонтанът става известен благодарение на няколко снимки на Емануел Евзерихин, който улавя контраста между безгрижните лудуващи деца и ужасяващата картина на разрушението на града по време на битката за Сталинград. Снимките са направени на 23 август след въздушна атака на Луфтвафе над града. Снимката се казва: „23 август 1942 г. След масиран налет на нацистката авиация“.
Нито един от горните фонтани не е оцелял до наши дни. Сталинградският фонтан е възстановен (може да се види на следвоенни снимки, например на снимките на Марк Редкин от първия следвоенен физкултурен парад през май 1945 г.), но е демонтиран през 1951 г. по време на развитието на градския център. Фонтаните в други градове също са демонтирани през 50-те и 60-те години на XX век: във Воронеж фонтанът е заменен с друг, на мястото на фонтана в Днепропетровск е оборудвана асфалтова платформа, а в Оренбург е построен паметник на Александър Пушкин и Владимир Дал от Надежда Петина.
Подобен фонтан (без фигури на деца) има в Омск, на територията на Омския аграрен университет.

## Име на фонтана
Фонтанът е илюстрация към поетичната приказка „Бармалей“ на Корней Чуковски (1924), в която заловеният злодей Бармалей, по молба на добрия лекар Айболит, е погълнат от крокодил.

## Реплики

### Реконструкция на историческата чешма
През юли 2013 г. започва работа по изграждането на копие на „Бармалей“ на историческото му място – гаровия площад. Автор на скулптурната композиция е Александър Бурганов. Инициатор е основателят на клуба на мотоциклетистите „Нощни вълци“ Александър Залдостанов. На 23 август 2013 г., в първия ден на байкшоуто във Волгоград, фонтанът е открит. В церемонията участва руският президент Владимир Путин.
За разлика от съветския фонтан, който е направен от бетон, репликата е изработена от композитна пластмаса. Самите фигури на танцуващите деца са „пораснали“ в сравнение с оригинала – вместо оригиналната височина от 160 см ръстът им в репликата е 180 см, с 20 см по-висок от оригинала. Александър Бурганов обяснява това с това, че старият фонтан е направен за украса на детски площадки, а новият е монтиран на друго място (по-близо до гарата) и модифициран, за да се впише по-хармонично в архитектурната среда.
През септември 2013 г., месец след откриването, новият „Бармалей“ е затворен за реставрация, тъй като фигурите започват да се покриват с ръжда: открито е, че в основата, върху която почиват статуите, по време на монтажа е допусната кухина, в която се е натрупала вода, покрита отгоре с пластмаса. Тъй като скулптурите, за разлика от оригиналите, са кухи, а за да им се осигури стабилност, те са пълни отвътре със строителна пяна, която в крайна сметка поглъща вода.
На 29 декември 2013 г. избухва експлозия на жп гарата близо до фонтана на Гаровия площад.

### Реплика на мелницата Герхард
Друго копие на фонтана, пресъздадено във формата, в която е запечатано на известната снимка, е инсталирано до мелницата на Герхард през лятото на 2013 г. Автори на скулптурната композиция са членът на Съюза на художниците на Русия Павел Мишанин и членът на Московския съюз на художниците Иля Мишанин.

## В културата
Сталинградският фонтан може да се види във филмите „Сталинград. Филм 2“ (реж. Юрий Озеров, 1989), „Враг пред портите“ и „V като вендета“, „Портокал с часовников механизъм“, както и в компютърните игри Commandos 3: Destination Berlin, Red Orchestra 2: Heroes of Stalingrad, „Сталинград“, Call of Duty: World at War, Enlisted. Във филма „V като вендета“ мотивът на Бармалей е използван за изобразяване на паметник на деца, жертви на биологична атака, което всъщност е провокация за укрепване на властта на управляващата партия.
Във филма на Фьодор Бондарчук „Сталинград“ (2013) фонтанът е включен в състава на прототипни обекти – универсален магазин, театър, къщата на Павлов (прототип на къщата на Громов) и Площада на борбата. В действителност тези обекти се намират в различни части на Сталинград, но според сценария те са наблизо.